# Hendon Central (stanice metra v Londýně)
Hendon Central je stanice metra v Londýně, otevřená 19. listopadu 1923 jako konečná. Nachází se v přepravních zónách 3 a 4. U stanice staví také autobusy: 83, 113, 143, 186, 324 a 326 a noční autobus N113. Stanice leží na lince:
- Northern Line (mezi stanicemi Colindale a Brent Cross)

| Rok  | Počet cestujících |
| ---- | ----------------- |
| 2011 | 7,01 mil          |
| 2012 | 6,83 mil          |
| 2013 | 6,84 mil          |
| 2014 | 7,40 mil          |